# Comarca Llerena
Die Comarca Llerena ist eine der zwölf Comarcas in der Provinz Badajoz.
Die im Süden der Provinz gelegene Comarca umfasst 18 Gemeinden auf einer Fläche von 2.158,09 km².

## Gemeinden
| Gemeinde                 | Einwohner (2024) | Fläche km² | Dichte Einw./km² | Cod INE | Postleitzahl |
| ------------------------ | ---------------- | ---------- | ---------------- | ------- | ------------ |
| Atalaya                  | 258              | 22,68      | 11               | 06013   | 06329        |
| Bienvenida               | 2.021            | 92,17      | 22               | 06020   | 06250        |
| Calera de León           | 918              | 68,38      | 13               | 06026   | 06292        |
| Calzadilla de los Barros | 685              | 52,23      | 13               | 06027   | 06249        |
| Casas de Reina           | 207              | 49,80      | 4                | 06034   | 06960        |
| Fuente de Cantos         | 4.592            | 251,77     | 18               | 06052   | 06240        |
| Fuente del Arco          | 660              | 115,36     | 6                | 06053   | 06960        |
| Higuera de Llerena       | 339              | 113,40     | 3                | 06065   | 06445        |
| Llerena                  | 5.645            | 162,68     | 35               | 06074   | 06900        |
| Medina de las Torres     | 1.166            | 87,37      | 13               | 06081   | 06320        |
| Monesterio               | 4.230            | 322,35     | 13               | 06085   | 06260        |
| Montemolín               | 1.267            | 202,72     | 6                | 06086   | 06291        |
| Puebla del Maestre       | 658              | 79,17      | 8                | 06105   | 06906        |
| Reina                    | 142              | 72,43      | 2                | 06110   | 06970        |
| Trasierra                | 593              | 58,18      | 10               | 06134   | 06909        |
| Usagre                   | 1.723            | 240,74     | 7                | 06136   | 06290        |
| Valencia del Ventoso     | 1.885            | 99,19      | 19               | 06141   | 06330        |
| Villagarcía de la Torre  | 891              | 67,47      | 13               | 06150   | 06950        |
| Comarca Llerena          | 27.880           | 2.158,09   | 13               | –       | –            |

## Nachweise
1. ↑  Instituto Nacional de Estadística Municipal Register of Spain
2. ↑  FUENTE: Ministerio de Agricultura, Pesca y Alimentación